# Lev Aronovič Barenbojm
Lev Aronovič Barenbojm in russo Лев Аронович Баренбойм?, (1906 – 1985) è stato un pianista e musicologo russo.

## Biografia
Oltre che concertista, insegnò al Conservatorio di San Pietroburgo. Pubblicò un volume di lettere di Anton Rubinstein e discusse con Heinrich Neuhaus nel suo libro The art of piano playing. Dopo la sua morte, la sua collezione di opere, i suoi libri e le registrazioni vennero donate alla Biblioteca Nazionale Russa.